# Antonio Zamora
Antonio Zamora Sánchez (Huércal-Overa, Andalucía, España; 8 de mayo de 1896 - Buenos Aires, Argentina; 6 de septiembre de 1976) fue un editor, periodista, político y empresario nacido en España y radicado en la Argentina desde adolescente. 

## Aportes
Dueño e inspirador de la Editorial Claridad, en su entorno se formó en la década de 1920, el Grupo de Boedo, integrado por artistas interesados por las temáticas sociales. 
Fundó y dirigió la revista Claridad:Tribuna del Pensamiento Izquierdista para difusión y análisis de las ideas socialistas, que se editó entre 1925 y 1940.

## Política
En 1925 se afilió al Partido Socialista. 
Llegó a ser senador provincial en la Provincia de Buenos Aires. 

## Fuente
- Ferreira de Cassone, Florencia: Roberto Arlt y la Editorial Claridad, Facultad de Filosofía y Letras de la Universidad Nacional de Cuyo.

- Datos: Q5700120